# Campeonato Brasiliense 2021
El Campeonato Brasiliense de Fútbol 2021 fue la 63.ª edición de la primera división de fútbol del Distrito Federal de Brasil. El torneo fue organizado por la Federação de Futebol do Distrito Federal (FFDF). El torneo comenzó el 20 de febrero y culminó el 15 de mayo con la final entre Brasiliense y Ceilândia, la cual fue ganada por el primero con un marcador de 1 a 0, lo que se convirtió en su décimo título estadual.

## Sistema de juego

### 1.ª fase
Los 12 equipos, son divididos en dos grupos de 6 cada uno. Cada club enfrenta a único partido a todos los clubes del grupo contrario, haciendo así seis fechas en total. Una vez terminada la primera fase, los 4 primeros posicionados de cada grupo clasifican a la segunda fase.
Los últimos 2 equipos de cada grupo descienden al Campeonato Brasiliense de Segunda División.

### 2.ª fase
Los 4 equipos clasificados por cada grupo en la primera fase, se enfrentan ahora entre sí mismos a único partido. Culminando las tres fechas, los dos primeros de ambos grupos se clasifican a la tercera fase.

### 3.ª fase
Los 4 equipos provenientes de la fase anterior, se enfrentan en un cuadrangular con partidos de ida y vuelta, totalizando seis fechas en total. Los 2 primeros puestos se clasifican a la final.

### 4.ª fase
La final es a partido único, en caso de igualdad, se definirá en tanda de penales.

### Clasificaciones
- Copa de Brasil 2022: Clasifican los dos finalistas.
- Serie D 2022: Clasifican los dos mejores equipos que no disputan ni la Serie A, Serie B o Serie C.
- Copa Verde 2022: Clasifican los dos finalistas.

## Equipos participantes
| Equipo         | Ciudad              | Estadio                 | Capacidad | Posición 2020      | Títulos (último) |
| -------------- | ------------------- | ----------------------- | --------- | ------------------ | ---------------- |
| AA Luziânia    | Luziânia (Goiás)    | Serra do Lago           | 21 564    | 7.º                | 2 (2016)         |
| Bosque Formosa | Formosa (Goiás)     | Diogão                  | 6000      | 4.º                | 0                |
| Brasiliense    | Taguatinga          | Serejão                 | 27 000    | 2.º                | 9 (2017)         |
| Capital        | Guará               | Mané Garrincha          | 72 788    | 6.º                | 0                |
| Ceilândia      | Ceilândia           | Abadião                 | 4800      | 10.º               | 2 (2012)         |
| Gama           | Gama                | Bezerrão                | 20 000    | Campeón            | 13 (2020)        |
| Real Brasília  | Núcleo Bandeirante  | Defelê                  | 1500      | 3.º                | 0                |
| Samambaia      | Samambaia           | Rorizão                 | 6000      | 1.º (2.ª división) | 0                |
| Santa Maria    | Santa Maria         | Bezerrão                | 20 000    | 2.º (2.ª división) | 0                |
| Sobradinho     | Sobradinho          | Augustinho Lima         | 15 000    | 8.º                | 3 (2018)         |
| Taguatinga     | Taguatinga          | Serejão                 | 27 000    | 5.º                | 5 (1993)         |
| Unaí           | Unaí (Minas Gerais) | Municipal Urbano Adjuto | 4000      | 9.º                | 0                |

| Crecimiento | Equipos provenientes del Campeonato Brasiliense de Segunda División 2020. |

## Primera fase

### Grupo A
| Pos. | Equipo        | Pts. | PJ | G | E | P | GF | GC | Dif. | Clasificación          |
| ---- | ------------- | ---- | -- | - | - | - | -- | -- | ---- | ---------------------- |
| 1    | Taguatinga    | 12   | 6  | 4 | 0 | 2 | 11 | 8  | +3   | Segunda fase.          |
| 2    | Gama          | 10   | 6  | 3 | 1 | 2 | 9  | 4  | +5   | Segunda fase.          |
| 3    | Unaí          | 10   | 6  | 3 | 1 | 2 | 13 | 10 | +3   | Segunda fase.          |
| 4    | AA Luziânia   | 9    | 6  | 3 | 0 | 3 | 7  | 9  | −2   | Segunda fase.          |
| 5    | Real Brasília | 7    | 6  | 2 | 1 | 3 | 6  | 10 | −4   | Descenso de categoría. |
| 6    | Samambaia     | 4    | 6  | 1 | 1 | 4 | 11 | 19 | −8   | Descenso de categoría. |

Actualizado a los partidos jugados el 10 de abril de 2021.
 Fuente: 
Criterios de clasificación: 1) Puntos; 2) Partidos ganados; 3) Diferencia de gol; 4) Goles anotados; 5) Enfrentamiento directo entre los equipos en cuestión; 6) Menor cantidad de tarjetas amarillas; 7) Menor cantidad de tarjetas rojas; 8) Sorteo.

### Grupo B
| Pos. | Equipo         | Pts. | PJ | G | E | P | GF | GC | Dif. | Clasificación          |
| ---- | -------------- | ---- | -- | - | - | - | -- | -- | ---- | ---------------------- |
| 1    | Brasiliense    | 18   | 6  | 6 | 0 | 0 | 18 | 5  | +13  | Segunda fase.          |
| 2    | Capital        | 16   | 6  | 5 | 1 | 0 | 11 | 2  | +9   | Segunda fase.          |
| 3    | Ceilândia      | 12   | 6  | 4 | 0 | 2 | 14 | 7  | +7   | Segunda fase.          |
| 4    | Santa Maria    | 5    | 6  | 1 | 2 | 3 | 5  | 6  | −1   | Segunda fase.          |
| 5    | Sobradinho     | 1    | 6  | 0 | 1 | 5 | 5  | 16 | −11  | Descenso de categoría. |
| 6    | Bosque Formosa | 0    | 6  | 0 | 0 | 6 | 7  | 21 | −14  | Descenso de categoría. |

Actualizado a los partidos jugados el 10 de abril de 2021.
 Fuente: 
Criterios de clasificación: 1) Puntos; 2) Partidos ganados; 3) Diferencia de gol; 4) Goles anotados; 5) Enfrentamiento directo entre los equipos en cuestión; 6) Menor cantidad de tarjetas amarillas; 7) Menor cantidad de tarjetas rojas; 8) Sorteo.

### Fixture
- La hora de cada encuentro corresponde al huso horario correspondiente al Distrito Federal (UTC-3).

| Real Brasília | 1 - 2 | Ceilândia      | Defelê        | 20 de febrero | 15:30 |
| Gama          | 0 - 1 | Capital        | Bezerrão      | 20 de febrero | 15:30 |
| Samambaia     | 2 - 2 | Sobradinho     | Abadião       | 21 de febrero | 15:30 |
| Unaí          | 4 - 3 | Bosque Formosa | Urbano Adjuto | 21 de febrero | 15:30 |
| Taguatinga    | 1 - 0 | Santa Maria    | Serejão       | 22 de febrero | 10:30 |
| AA Luziânia   | 0 - 4 | Brasiliense    | Serra do Lago | 3 de marzo    | 15:30 |

| Capital        | 3 - 0 | Real Brasília | Mané Garrincha | 26 de febrero | 15:30 |
| Ceilândia      | 0 - 2 | Gama          | Abadião        | 26 de febrero | 15:30 |
| Bosque Formosa | 2 - 5 | Taguatinga    | Diogão         | 27 de febrero | 11:00 |
| Santa Maria    | 0 - 1 | Unaí          | Bezerrão       | 27 de febrero | 15:00 |
| Sobradinho     | 0 - 1 | AA Luziânia   | Diogão         | 6 de marzo    | 15:30 |
| Brasiliense    | 4 - 2 | Samambaia     | Serra do Lago  | 7 de marzo    | 15:30 |

| Unaí          | 0 - 1 | Ceilândia      | Urbano Adjuto | 6 de marzo  | 15:30 |
| AA Luziânia   | 2 - 1 | Bosque Formosa | Serra do Lago | 12 de marzo | 15:30 |
| Taguatinga    | 2 - 0 | Sobradinho     | Serejão       | 30 de marzo | 10:30 |
| Samambaia     | 0 - 1 | Capital        | Abadião       | 30 de marzo | 15:30 |
| Real Brasília | 1 - 1 | Santa Maria    | Defelê        | 30 de marzo | 15:30 |
| Gama          | 1 - 2 | Brasiliense    | Defelê        | 31 de marzo | 15:30 |

| Capital        | 1 - 0 | AA Luziânia   | Abadião  | 2 de abril | 15:30 |
| Bosque Formosa | 1 - 6 | Samambaia     | Defelê   | 2 de abril | 15:30 |
| Brasiliense    | 3 - 0 | Real Brasília | Serejão  | 3 de abril | 15:30 |
| Santa Maria    | 0 - 0 | Gama          | Bezerrão | 3 de abril | 15:30 |
| Ceilândia      | 1 - 2 | Taguatinga    | Abadião  | 3 de abril | 15:30 |
| Sobradinho     | 1 - 5 | Unaí          | Abadião  | 4 de abril | 15:30 |

| Taguatinga    | 1 - 2 | Brasiliense    | Serejão       | 6 de abril | 15:30 |
| Gama          | 2 - 0 | Bosque Formosa | Abadião       | 6 de abril | 15:30 |
| Samambaia     | 0 - 3 | Santa Maria    | Abadião       | 7 de abril | 15:30 |
| Real Brasília | 2 - 1 | Sobradinho     | Defelê        | 7 de abril | 15:30 |
| AA Luziânia   | 1 - 2 | Ceilândia      | Serra do Lago | 7 de abril | 15:30 |
| Unaí          | 2 - 2 | Capital        | Urbano Adjuto | 7 de abril | 15:30 |

| Capital        | 3 - 0 | Taguatinga    | Serra do Lago | 9 de abril  | 15:30 |
| Bosque Formosa | 0 - 2 | Real Brasília | Serra do Lago | 10 de abril | 15:30 |
| Ceilândia      | 8 - 1 | Samambaia     | Abadião       | 10 de abril | 15:30 |
| Sobradinho     | 1 - 4 | Gama          | Defelê        | 10 de abril | 15:30 |
| Santa Maria    | 1 - 3 | AA Luziânia   | Rorizão       | 10 de abril | 15:30 |
| Brasiliense    | 3 - 1 | Unaí          | Serejão       | 10 de abril | 15:30 |

## Segunda fase

### Grupo C
| Pos. | Equipo      | Pts. | PJ | G | E | P | GF | GC | Dif. | Clasificación |
| ---- | ----------- | ---- | -- | - | - | - | -- | -- | ---- | ------------- |
| 1    | AA Luziânia | 5    | 3  | 1 | 2 | 0 | 2  | 1  | +1   | Tercera fase. |
| 2    | Gama        | 4    | 3  | 1 | 1 | 1 | 2  | 2  | 0    | Tercera fase. |
| 3    | Unaí        | 4    | 3  | 1 | 1 | 1 | 1  | 1  | 0    |               |
| 4    | Taguatinga  | 2    | 3  | 0 | 2 | 1 | 0  | 1  | −1   |               |

Actualizado a los partidos jugados el 20 de abril de 2021.
 Fuente: 
Criterios de clasificación: 1) Puntos; 2) Partidos ganados; 3) Diferencia de gol; 4) Goles anotados; 5) Enfrentamiento directo entre los equipos en cuestión; 6) Menor cantidad de tarjetas amarillas; 7) Menor cantidad de tarjetas rojas; 8) Sorteo.

#### Fixture
- La hora de cada encuentro corresponde al huso horario correspondiente al Distrito Federal (UTC-3).

| Taguatinga | 0 - 0 | Unaí        | Serejão | 14 de abril | 15:30 |
| Gama       | 1 - 1 | AA Luziânia | Abadião | 14 de abril | 15:30 |

| AA Luziânia | 0 - 0 | Taguatinga | Serra do Lago | 17 de abril | 15:30 |
| Gama        | 0 - 1 | Unaí       | Abadião       | 17 de abril | 15:30 |

| Taguatinga | 0 - 1 | Gama        | Serejão       | 20 de abril | 15:30 |
| Unaí       | 0 - 1 | AA Luziânia | Urbano Adjuto | 20 de abril | 15:30 |

### Grupo D
| Pos. | Equipo      | Pts. | PJ | G | E | P | GF | GC | Dif. | Clasificación |
| ---- | ----------- | ---- | -- | - | - | - | -- | -- | ---- | ------------- |
| 1    | Brasiliense | 9    | 3  | 3 | 0 | 0 | 6  | 0  | +6   | Tercera fase. |
| 2    | Ceilândia   | 4    | 3  | 1 | 1 | 1 | 5  | 3  | +2   | Tercera fase. |
| 3    | Capital     | 4    | 3  | 1 | 1 | 1 | 4  | 3  | +1   |               |
| 4    | Santa Maria | 0    | 3  | 0 | 0 | 3 | 0  | 9  | −9   |               |

Actualizado a los partidos jugados el 21 de abril de 2021.
 Fuente: 
Criterios de clasificación: 1) Puntos; 2) Partidos ganados; 3) Diferencia de gol; 4) Goles anotados; 5) Enfrentamiento directo entre los equipos en cuestión; 6) Menor cantidad de tarjetas amarillas; 7) Menor cantidad de tarjetas rojas; 8) Sorteo.

#### Fixture
- La hora de cada encuentro corresponde al huso horario correspondiente al Distrito Federal (UTC-3).

| Capital     | 2 - 0 | Santa Maria | Mané Garrincha | 15 de abril | 15:00 |
| Brasiliense | 1 - 0 | Ceilândia   | Serejão        | 15 de abril | 15:30 |

| Capital     | 2 - 2 | Ceilândia   | Mané Garrincha | 18 de abril | 15:00 |
| Santa Maria | 0 - 4 | Brasiliense | Serra do Lago  | 18 de abril | 15:30 |

| Brasiliense | 1 - 0 | Capital     | Serejão | 21 de abril | 15:30 |
| Ceilândia   | 3 - 0 | Santa Maria | Abadião | 21 de abril | 15:30 |

## Tercera fase
| Pos. | Equipo      | Pts. | PJ | G | E | P | GF | GC | Dif. | Clasificación |
| ---- | ----------- | ---- | -- | - | - | - | -- | -- | ---- | ------------- |
| 1    | Brasiliense | 16   | 6  | 5 | 1 | 0 | 17 | 2  | +15  | Final.        |
| 2    | Ceilândia   | 11   | 6  | 3 | 2 | 1 | 9  | 7  | +2   | Final.        |
| 3    | Gama        | 6    | 6  | 2 | 0 | 4 | 6  | 12 | −6   |               |
| 4    | AA Luziânia | 1    | 6  | 0 | 1 | 5 | 6  | 17 | −11  |               |

Actualizado a los partidos jugados el 12 de mayo de 2021.
 Fuente: 
Criterios de clasificación: 1) Puntos; 2) Partidos ganados; 3) Diferencia de gol; 4) Goles anotados; 5) Enfrentamiento directo entre los equipos en cuestión; 6) Menor cantidad de tarjetas amarillas; 7) Menor cantidad de tarjetas rojas; 8) Sorteo.

#### Fixture
- La hora de cada encuentro corresponde al huso horario correspondiente al Distrito Federal (UTC-3).

| Ceilândia | 1 - 1 | AA Luziânia | Abadião | 24 de abril | 15:30 |
| Gama      | 0 - 3 | Brasiliense | Defelê  | 25 de abril | 15:30 |

| Brasiliense | 2 - 0 | Ceilândia | Mané Garrincha | 28 de abril | 15:00 |
| AA Luziânia | 1 - 2 | Gama      | Serra do Lago  | 28 de abril | 15:30 |

| Gama        | 0 - 1 | Ceilândia   | Defelê         | 1 de mayo | 15:30 |
| Brasiliense | 2 - 1 | AA Luziânia | Mané Garrincha | 2 de mayo | 15:00 |

| Ceilândia   | 2 - 1 | Gama        | Abadião       | 5 de mayo | 15:00 |
| AA Luziânia | 0 - 5 | Brasiliense | Serra do Lago | 5 de mayo | 15:30 |

| Ceilândia | 1 - 1 | Brasiliense | Abadião | 9 de mayo | 15:00 |
| Gama      | 3 - 1 | AA Luziânia | Defelê  | 9 de mayo | 15:30 |

| AA Luziânia | 2 - 4 | Ceilândia | Serra do Lago  | 12 de mayo | 15:00 |
| Brasiliense | 4 - 0 | Gama      | Mané Garrincha | 12 de mayo | 15:00 |

## Final
| 15 de mayo de 2021, 15:00 (UTC-3) | Brasiliense | 1:0 (1:0) | Ceilândia | Estadio Mané Garrincha, Brasilia  |                                   |
|                                   | Keynan 20'  | Reporte   |           | Árbitro(s): Sávio Pereira Sampaio | Árbitro(s): Sávio Pereira Sampaio |

| Bandera del Distrito Federal de Brasil |
| Campeón                                |
| Brasiliense 10.° título                |

## Clasificación final
| Pos. | Equipo          | Pts. | PJ | G  | E | P | GF | GC | Dif. | Clasificación                                        |
| ---- | --------------- | ---- | -- | -- | - | - | -- | -- | ---- | ---------------------------------------------------- |
| 1.°  | Brasiliense (C) | 46   | 16 | 15 | 1 | 0 | 42 | 7  | +35  | Copa de Brasil 2022, Serie D 2022 y Copa Verde 2022. |
| 2.°  | Ceilândia       | 27   | 16 | 8  | 3 | 5 | 28 | 18 | +10  | Copa de Brasil 2022, Serie D 2022 y Copa Verde 2022. |
| 3.°  | Gama            | 20   | 15 | 6  | 2 | 7 | 17 | 18 | −1   |                                                      |
| 4.°  | AA Luziânia     | 15   | 15 | 4  | 3 | 8 | 15 | 27 | −12  |                                                      |
| 5.°  | Capital         | 20   | 9  | 6  | 2 | 1 | 15 | 5  | +10  |                                                      |
| 6.°  | Unaí            | 14   | 9  | 4  | 2 | 3 | 14 | 11 | +3   |                                                      |
| 7.°  | Taguatinga      | 14   | 9  | 4  | 2 | 3 | 11 | 9  | +2   |                                                      |
| 8.°  | Santa Maria     | 5    | 9  | 1  | 2 | 6 | 5  | 15 | −10  |                                                      |
| 9.°  | Real Brasília   | 7    | 6  | 2  | 1 | 3 | 6  | 10 | −4   | Segunda División 2022.                               |
| 10.° | Samambaia       | 4    | 6  | 1  | 1 | 4 | 11 | 19 | −8   | Segunda División 2022.                               |
| 11.° | Sobradinho      | 1    | 6  | 0  | 1 | 5 | 5  | 16 | −11  | Segunda División 2022.                               |
| 12.° | Bosque Formosa  | 0    | 6  | 0  | 0 | 6 | 7  | 21 | −14  | Segunda División 2022.                               |

Reglas de clasificación: 1) Puntos; 2) Partidos ganados; 3) Diferencia de gol; 4) Goles anotados; 5) Enfrentamiento directo entre los equipos en cuestión; 6) Menor cantidad de tarjetas amarillas; 7) Menor cantidad de tarjetas rojas; 8) Sorteo.